# Lissochlora viridifimbria
Lissochlora viridifimbria là một loài bướm đêm trong họ Geometridae.